# Neottiura bimaculata
Neottiura bimaculata là một loài nhện thuộc họ Theridiidae.
Con cái dài 2,1 đến 3,1 mm còn con đực dài 2,3 để 2,5 mm. Hình thức màu của bụng có thể thay đổi. Có những loài động vật với một đốm trắng hoặc màu vàng trên nền màu nâu. Lưng có màu nâu sẫm và chân là rất nâu nhạt. Con đực có màu nâu sẫm gần như đen mai và bụng. Chân là ánh sáng màu vàng.